# Reutealis trisperma
Reutealis es un género monotípico perteneciente a la familia de las euforbiáceas con una única especie de plantas, Reutealis trisperma (Blanco) Airy Shaw, originaria las Filipinas.

## Distribución geográfica
Es un árbol maderable nativo de las Filipinas.
Las tasas de pérdida de hábitat son debido a la tala y la rotación de cultivos que le han llevado a una considerable disminución de su población.

## Taxonomía
Reutealis trisperma fue descrita por (Blanco) Airy Shaw y publicado en Kew Bulletin 20: 395. 1966.
Sinonimia
- Aleurites trisperma Blanco (1837).
- Camerium trispermum (Blanco) Kuntze (1891).
- Aleurites saponaria Blanco (1845). [4][5]